# Òscar Briz
Òscar Briz, född 1965 i L'Alcúdia, är en valenciansk (spansk) singer-songwriter och gitarrist. Han har sedan 1980-talet spelat med ett antal olika musikgrupper, och sedan 2005 verkar han som soloartist. Efter de tidiga årens kompositioner på spanska eller engelska har han som soloartist i regel sjungit på valencianska.

## Biografi
Briz debuterade som skivartist 1984, då det egenutgivna albumet Ansia och som del av gruppen C.O.D.A. Därefter var han åren runt 1990 aktiv i indiepopbandet Banderas de Mayo, som var aktiva på den spanskspråkiga musikscenen.
I mitten och slutet av 1990-talet bodde Briz i Australien. Under de här åren spelade han med det lokala bandet The Whitlams, vars tredje album Eternal Nightcap fick det australiensiska Aria-priset för bästa independentalbum. 1999 återvände han till Spanien. Då hade han en tid och på distans även försökt vara del av den valencianska gruppen The Beat Dealers.
Därefter inledde Òscar Briz en karriär som singer-songwriter, i egen regi eller i olika lösa konstellationer. Efter två album med den Briz-ledda ensemblen Òscar Briz i els Cors d'Aram, presenterade han 2005 Identitat aliena, sitt första album helt i egen regi. Den följdes 2007 och 2008 av Quart creixent respektive Asincronia, alla tre albumen utgivna på det mindre skivbolaget Ventilador. Asincronia belönas med branschtidningen Enderrocks pris för årets bästa vispop-produktion.
2010 gav det större bolaget Picap ut Hotel Paraiso, ett album producerat i lag med Cristina Blasco. Samma år presenterade Briz, på bolaget LaCasaCalba, L'estiu, en soloplatta som av kritiker jämförts med Nick Drake. På LaCasaCalba gav man även 2013 ut Youth, som trots sin engelskspråkiga titel enbart består av låtar med sång på valencianska. Bolaget Mesdemil gav 2015 ut albumet Entre llums i ombres, medan livealbumet Totes les cançons del món – inspelat på musikfestivalen Barnasants i Barcelona – kom ut två år senare på Ventilador.
Därefter har Òscar Briz övergått till egenutgivning för sin musik. 2018 respektive 2019 kom No caure és que m'agafes de les mans och El soroll del nostre pas, två EP-produktioner med sammanlänkade teman. 2019 kom även That Old Feeling, en samproduktion med Lucas Ibáñez, Amadeu Adell & Felip Santandreu. 
I slutet av 2020 kom Amor & psicodèlia en temps de virus ('Kärlek och psykedelia i virusets tid'), ett album där ett antal låtar behandlar den pågående coronaviruspandemin och dess sociala och psykiska konsekvenser. Liksom mycket av Òscar Briz musik är den en blandning av vispop och instrumental symfonirock. Briz har under karriären även utforskat genrer som bossa nova, jazz, punk och folkpop.

## Diskografi
Nedan listas EP och albumutgåvor som soloartist, liksom dito som del av olika musikgrupper.

### med C.O.D.A.
- Ansia ('Ångest'; egenutgiven, 1984)

### med Banderas de Mayo
- Banderas de mayo ('Flaggor i maj'; INDIE, 1989)
- Raza (100% BDM, 1990)
- Iris (100% BDM, 1992)

### med The Whitlams
- Eternal Nightcap (Black Yak Phantom, Australien, 1997)

### med The Beat Dealers
- The Beat Dealers (outgiven, 1996)
- The Beat Dealers EP (Cambra Records, 2000)

### som Òscar Briz i els Cors d'Aram
- El temps ja ha arribat ('Nu är det dags'; La Destilería, 1999)
- Purdesig ('Renlust'; Cambra Records, 2002)

### som Òscar Briz
- Identitat aliena ('Främmande identitet'; Ventilador Music, 2005)
- Quart creixent ('Växande fjärdedel'; Ventilador Music, 2007)
- Asincronia (Ventilador Music, 2008)
- Hotel Paraiso (Picap, 2010), som Cristina Blasco & Òscar Briz
- L'estiu ('Sommaren'; LaCasaCalba, 2010)
- Youth (LaCasaCalba, 2013)
- Entre llums i ombres ('Mellan ljus och skuggor'; Mesdemil, 2015)
- Totes les cançons del món (Òscar Briz al Barnasants) ('All världens sånger'; Ventilador Music, 2017)
- No caure és que m'agafes de les mans ('Faller inte eftersom du håller mig i händerna'; EP, egenutgiven, 2018)
- El soroll del nostre pas ('Ljudet av våra steg'; EP, egenutgiven, 2019)
- That Old Feeling (egenutgiven, 2019), som Òscar Briz, Lucas Ibáñez, Amadeu Adell & Felip Santandreu
- Amor & psicodèlia en temps de virus ('Kärlek & psykedeli i virusets tid'; egenutgiven, 2020)

## Utmärkelser
- 2007 – representant för valenciansk musik vid Bokmässan i Frankfurt
- 2007, 2009, 2011 – Premis Ovidi Montllor[6]
- 2007, 2008 – Premis Enderrock (årets vispopalbum respektive sång[1])
- 2011 – Premi Miquel Marti i Pol (delat pris)